# Trinomys dimidiatus
Trinomys dimidiatus és una espècie de mamífer rosegador de la família de les rates espinoses. És endèmica del sud-est del Brasil, on viu a altituds d'entre 0 i 1.000 msnm. El seu hàbitat natural són els boscos primaris, secundaris i de restinga. L'amenaça principal per a la supervivència d'aquesta espècie és la destrucció del seu hàbitat.